# Rauvolfia sevenetii
Rauvolfia sevenetii là một loài thực vật có hoa trong họ La bố ma. Loài này được Boiteau miêu tả khoa học đầu tiên năm 1976.